# Max Porter
Max Porter (nascido em 1981, Nova Iorque) é um cineasta estadunidense. Foi indicado ao Oscar de melhor curta-metragem de animação na edição de 2018 pelo trabalho na obra Negative Space, ao lado de Ru Kuwahata.

## Filmografia
- 2017: Negative Space
- 2016: Perfect Houseguest
- 2014: Between Times
- 2010: Something Left, Something Taken

## Prêmios e indicações
- 2018: Oscar de melhor curta-metragem de animação